# Josef Rampold
Josef Rampold (* 18. Jänner 1925 in Sterzing; † 12. November 2007 in Bozen) war ein Bergsteiger, Journalist, Autor und Heimatkundler aus Südtirol.

## Leben
Rampold besuchte in Innsbruck die Volksschule und das Humanistische Gymnasium. Während des Zweiten Weltkriegs war er Soldat der Deutschen Wehrmacht, mit der er im September 1943 nach Südtirol einmarschierte (Operationszone Alpenvorland). 1945 geriet er in Kriegsgefangenschaft. Nach seiner Freilassung studierte er Germanistik an der Leopold-Franzens-Universität in Innsbruck. Nach seiner Übersiedlung nach Bozen im Jahr 1951 war er 18 Jahre lang Deutsch-, Geschichte- und Lateinlehrer am damaligen Gymnasium (Unterstufe 1–5, entsprechend dem 6. bis 10. Schuljahr). In dieser Zeit arbeitete er auch als Nachrichtensprecher und Moderator für den „Rai Sender Bozen“. Ab 1958 gestaltete er die Bergsteiger-Seite für die Tageszeitung „Dolomiten“. Später war Rampold, verheiratet und Vater dreier Kinder, hauptberuflich als Journalist und Lektor für das Verlagshaus Athesia und den „Rai Sender Bozen“ tätig. Im Rundfunk war der begeisterte Bergwanderer für eine wöchentliche heimatkundliche Sendung verantwortlich, die Volks- und Heimatliche Rundschau, Rund um den Schlern (von 1968 bis etwa 1971) und An Eisack, Etsch und Rienz (etwa 1972–2007). Nach der Erkrankung Rampolds wurden zuletzt allerdings nur Wiederholungen früherer Sendungen ausgestrahlt. Im Sommer wurde an Eisack, Etsch und Rienz immer durch die Sendung Ein Sommer in den Bergen abgelöst.
Von 1981 bis 1995 war Rampold Chefredakteur der „Dolomiten“, der meistgelesenen Südtiroler Tageszeitung. Er selbst bezeichnete sich als „Hauptschriftleiter“ und trat zwischen 1971 und 1995 wiederholt mit sehr polemisch gehaltenen, kulturkonservativen Randbemerkungen hervor, die er als „X.“ zeichnete (weshalb er bisweilen auch als „Mister X.“ bezeichnet wurde). Nach seiner Pensionierung 1995 war er weiterhin als freier Mitarbeiter der „Dolomiten“ und des „Rai Sender Bozen“ tätig. Bis 2003 verfasste er die wöchentliche Bergsteiger-Seite und eine Rubrik über den Zustand der deutschen Sprache, die er mit Der Federfuchser signierte (1996–2005).

## Rezeption
Die Bewertung von Rampolds kultur- und gesellschaftspolitischem Engagement fällt zwiespältig aus. Rampold galt als streitbarer Konservativer, der mit seiner publizistischen Macht das kulturelle Klima Südtirols entscheidend mitgestaltete. Seine strikte Ablehnung galt jedweder künstlerischen Ausdrucksform der Moderne, die für ihn mit dem 20. Jahrhundert begann. Sein Einsatz galt auch der Verteidigung der sogenannten Wehrmachtsgeneration, deren Mitwisserschaft oder gar Beteiligung an den Verbrechen der Nationalsozialisten er entschieden bestritt und damit ein revisionistisches Geschichtsbild vertrat. Mit erbittertem Widerstand bedachte er Historiker, die sich an einer kritischen Aufarbeitung der Geschichte des Nationalsozialismus in Südtirol versuchten und die damals vorherrschende Südtiroler Opferthese hinterfragten.
Große Verdienste erwarb sich Rampold in den Bereichen des Landschafts- und Naturschutzes. In der Südtiroler Bevölkerung erweckte er in Zeiten des ersten touristischen Booms mit kämpferischen Beiträgen in der Tageszeitung „Dolomiten“ ein frühes Umweltbewusstsein.
2010 wurde die neu errichtete Grundschule Sterzing des Schulsprengels I nach ihm benannt.

## Werke (Auswahl)
- Südtiroler Landeskunde: Eisacktal (1969, 5. Auflage: ISBN 88-7014-166-7).
- Südtiroler Landeskunde: Bozen. Salten, Sarntal, Ritten, Eggental (1970, 3. Auflage 1979: ISBN 88-7014-050-4).
- Südtirol, Land der Bergbauern (1971).
- Südtiroler Landeskunde: Vinschgau (1971, 7. Auflage: ISBN 88-7014-165-9).
- Südtiroler Landeskunde: Pustertal (1972, 6. Auflage: ISBN 88-7014-164-0).
- Südtiroler Bergseen (1974, mit Hanspaul Menara).
- Südtiroler Bergtouren (1976, mit Hanspaul Menara).
- An Eisack, Etsch und Rienz (1980: ISBN 88-7014-197-7).
- Die Vergessenen von Lusern. Erinnerungen des Matthäus Nicolussi 1852–1922. Ein Lehrer erzählt aus dem alten Tirol (1998: ISBN 88-7014-975-7).
- Das Beste vom Federfuchser (2005: ISBN 88-8266-351-5).
- Südtiroler Elegie (2007: ISBN 88-8266-439-2).

## Auszeichnungen (Auswahl)
- Ehrenmitglied der Universität Innsbruck (1973)
- Walther-von-der-Vogelweide-Preis (1973)
- Ehrenmitglied der Sektion Bozen des Südtiroler Alpenvereins
- Bayerischer Verdienstorden (1980)
- Goldenes Verdienstkreuz des Südtiroler Bauernbundes (1983)
- Leopold-Kunschak-Preis (1987)
- Ehrenzeichen des Landes Tirol (1993)
- Ehrenbürgerschaft von Sterzing (1994)
- Großes Ehrenzeichen für Verdienste um die Republik Österreich (1996)